# Киллей (Донегол)
Киллей (Килла; англ. Killea [ˈkɪleɪ]; ирл. Cill Fhéich, Килль-Эхь) — деревня в Ирландии, находится в графстве Донегол (провинция Ольстер). Население — 930 человек (по приближённой оценке).